# Angela Rösen-Wolff
Angela Rösen-Wolff (* 24. Oktober 1959 in Duisburg) ist eine deutsche Medizinerin mit dem Forschungs- und Arbeitsschwerpunkt klinische Forschung im Rahmen der Kinder- und Jugendmedizin. Seit 2020 ist sie als Prorektorin der Technischen Universität Dresden Teil der Universitätsleitung.

## Leben
Rösen-Wolff studierte Medizin von 1980 bis 1986 an der Ruprecht-Karls-Universität Heidelberg. Im Jahr 1986 promovierte sie zur Dr. med. ebendort und erhielt die Approbation, anschließend war sie bis 1991 wissenschaftliche Mitarbeiterin am Institut für Medizinische Virologie der Ruprecht-Karls-Universität und wurde dort 1991 Privatdozentin für Experimentelle Virologie sowie wissenschaftliche Mitarbeiterin am Hygieneinstitut. Nach einer Elternzeit (1993–1994) wechselte sie nach Dresden, wo sie die Leitung der klinischen Forschung der Klinik und Poliklinik für Kinder- und Jugendmedizin am Universitätsklinikum Carl Gustav Carus übernahm. Im Jahr 2004 wurde sie außerplanmäßige Professorin der Medizinischen Fakultät Carl Gustav Carus der Technischen Universität Dresden, 2015 Professorin und Forschungsdekanin. Im August 2020 wurde sie unter Rektorin Ursula Staudinger als Prorektorin Forschung der TU Dresden gewählt und folgte damit auf Gerhard Rödel. In dieser Funktion gehört sie unter anderem auch dem Verwaltungsrat der Sächsischen Landesbibliothek – Staats- und Universitätsbibliothek Dresden als stellvertretende Vorsitzende an. Im Jahr 2025 stellte sie sich erfolgreich zur Wiederwahl als Prorektorin Forschung und Technologietransfer.
Rösen-Wolff war Sprecherin der klinischen Forschergruppe zu Defekten des angeborenen Immunsystems bei autoinflammatorischen und autoimmunologischen Erkrankungen (2010–2019) und Vorsitzende der Promotionskommission für klinisch-konservative Fächer an der Medizinischen Fakultät Carl Gustav Carus der Technischen Universität Dresden (2010–2015).

## Schriften (Auswahl)
- Untersuchungen zu den molekularen Prozessen, die die Virulenz, den Tropismus und die Latenz des Herpes Simplex Virus Typ 1 determinieren. Heidelberg 1989.
- mit Min Ae Lee-Kirsch, Kerstin Engel, Ekkehart Paditz, Young-Ae Lee und Manfred Gahr: Assignment of the human homeobox 11-like 2 gene (HOX11L2) to chromosome 5q34₂!35 by radiation hybrid mapping. Karger, Basel 2001.
- mit Shahryar Khattak, Gholamreza Darai und Sandor Süle: Characterization of Expression of Puumala Virus Nucleocapsid Protein in Transgenic Plants. Karger, Basel 2002.

## Mitgliedschaften
- Arbeitsgemeinschaft Pädiatrische Immunologie (seit 1998)
- Else-Kröner-Promotionskolleg Dresden: stellvertretende Leiterin (seit 2015)
- Medizinischer Fakultätentag: UAG Clinican Scientists (seit 2015), AG Wissenschaft (seit 2018)

## Auszeichnungen
- 1987: Nachwuchspreis der Gesellschaft zur Förderung der Molekularbiologie
- 2014: Forschungspreis der Gesellschaft für Kinder- und Jugendrheumatologie